# Ras al-Chajma (miasto)
Ras al-Chajma (arab. رأس الخيمة) – miasto północno-wschodniej części Zjednoczonych Emiratów Arabskich (ZEA), stolica i największy ośrodek emiratu Ras al-Chajma. 

## Charakterystyka
Usytuowane nad Zatoką Perską (na tzw. Pirackim Wybrzeżu) oraz u podnóża gór Al-Hadżar. W 2014 liczyła 115 949 mieszkańców (szóste pod tym względem miasto w ZEA), a wraz z całą aglomeracją – około 263 000 mieszkańców (dane z 2015).
W przeszłości miasto zwane było Dżulfar (Julfar). Nazwa Ras al-Chajma oznacza "szczyt namiotu". Często zamiennie określane jest akronimem R.A.K. City (od ang. Ras Al Khaimah City).
Miasto jest podzielone na pięć części:
- Al Qusaidat
- Al Qurm
- Al Nachil
- Al Mamourah
- Al Dhait

20 km od centrum miasta zlokalizowany jest Port lotniczy Ras al-Chajma – jedno z największych lotnisk w kraju.